# Mitterau (Gemeinde Gaming)
Mitterau ist eine Katastralgemeinde der Gemeinde Gaming im Bezirk Scheibbs in Niederösterreich.

## Geschichte
Laut Adressbuch von Österreich waren im Jahr 1938 in Mitterau ein Gastwirt, ein Sägewerk und mehrere Landwirte ansässig.

## Siedlungsentwicklung
Zum Jahreswechsel 1979/1980 befanden sich in der Katastralgemeinde Mitterau insgesamt 54 Bauflächen mit 20.314 m² und 22 Gärten auf 43.575 m², 1989/1990 gab es 49 Bauflächen. 1999/2000 war die Zahl der Bauflächen auf 112 angewachsen und 2009/2010 bestanden 75 Gebäude auf 114 Bauflächen.

## Bodennutzung
Die Katastralgemeinde ist forstwirtschaftlich geprägt. 214 Hektar wurden zum Jahreswechsel 1979/1980 landwirtschaftlich genutzt und 1556 Hektar waren forstwirtschaftlich geführte Waldflächen. 1999/2000 wurde auf 191 Hektar Landwirtschaft betrieben und 1577 Hektar waren als forstwirtschaftlich genutzte Flächen ausgewiesen. Ende 2018 waren 186 Hektar als landwirtschaftliche Flächen genutzt und Forstwirtschaft wurde auf 1562 Hektar betrieben. Die durchschnittliche Bodenklimazahl von Mitterau beträgt 16,2 (Stand 2010).